# Dicranaceae
Famille
Les Dicranaceae sont une famille de mousses de l'ordre des Dicranales.

## Répartition
La famille comprend une centaine de genres et plus de deux-mille espèces réparties dans le monde entier.

## Description

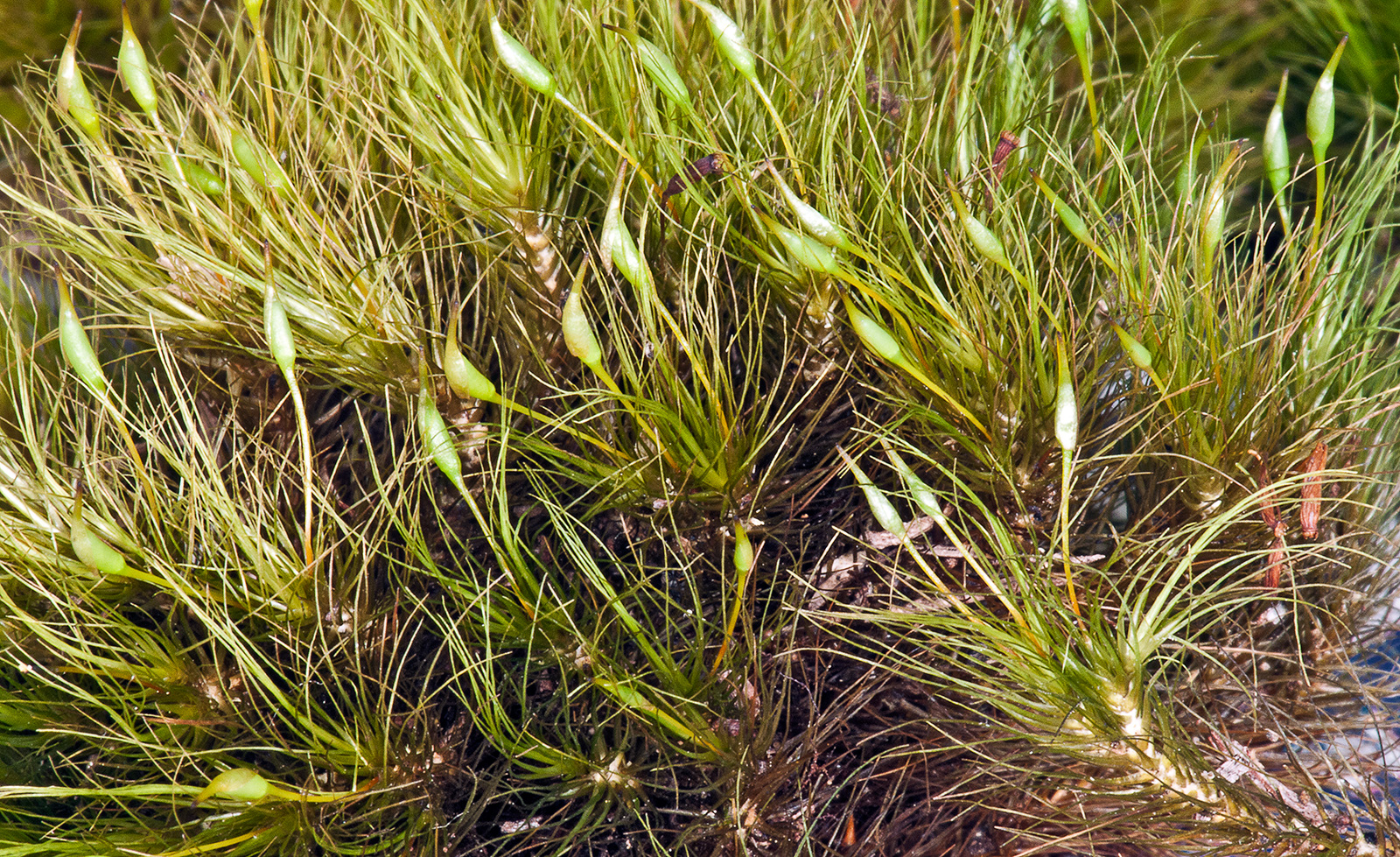
Dicranoloma menziesii.

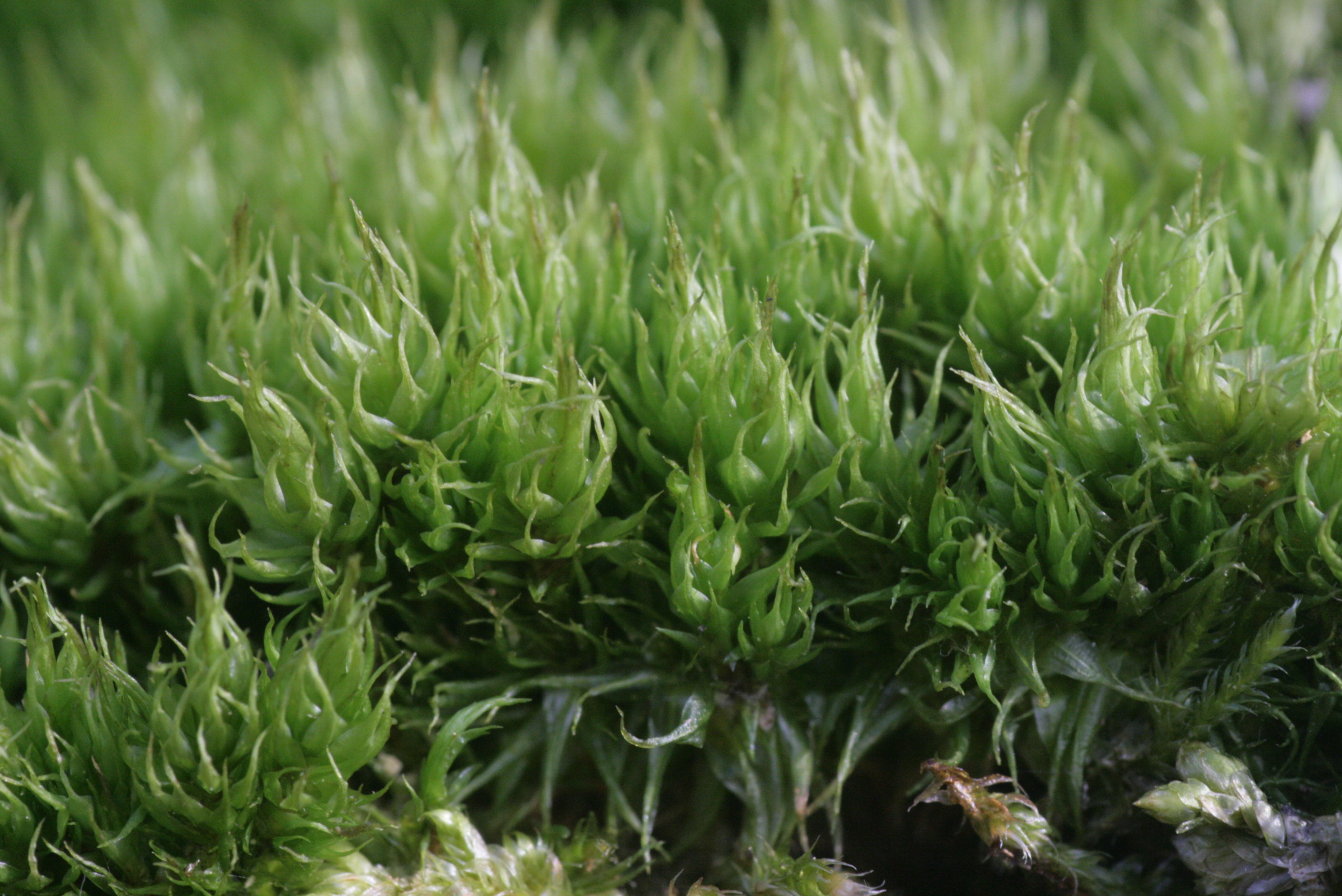
Dicranum spurium.

Ce sont des plantes petites à grandes, souvent en touffes denses. Les tiges sont érigées, simples ou ramifiées de manière dichotomique ou irrégulière, généralement avec un brin central, souvent densément radiculées, aux extrémités parfois caduques. Les feuilles sont disposées en plusieurs rangs autour de la tige, dressées ou sécantes, souvent falciformes-sécantes, parfois crispées, courtes à longues-lancéolées, les feuilles entières ou leurs extrémités parfois caduques. 

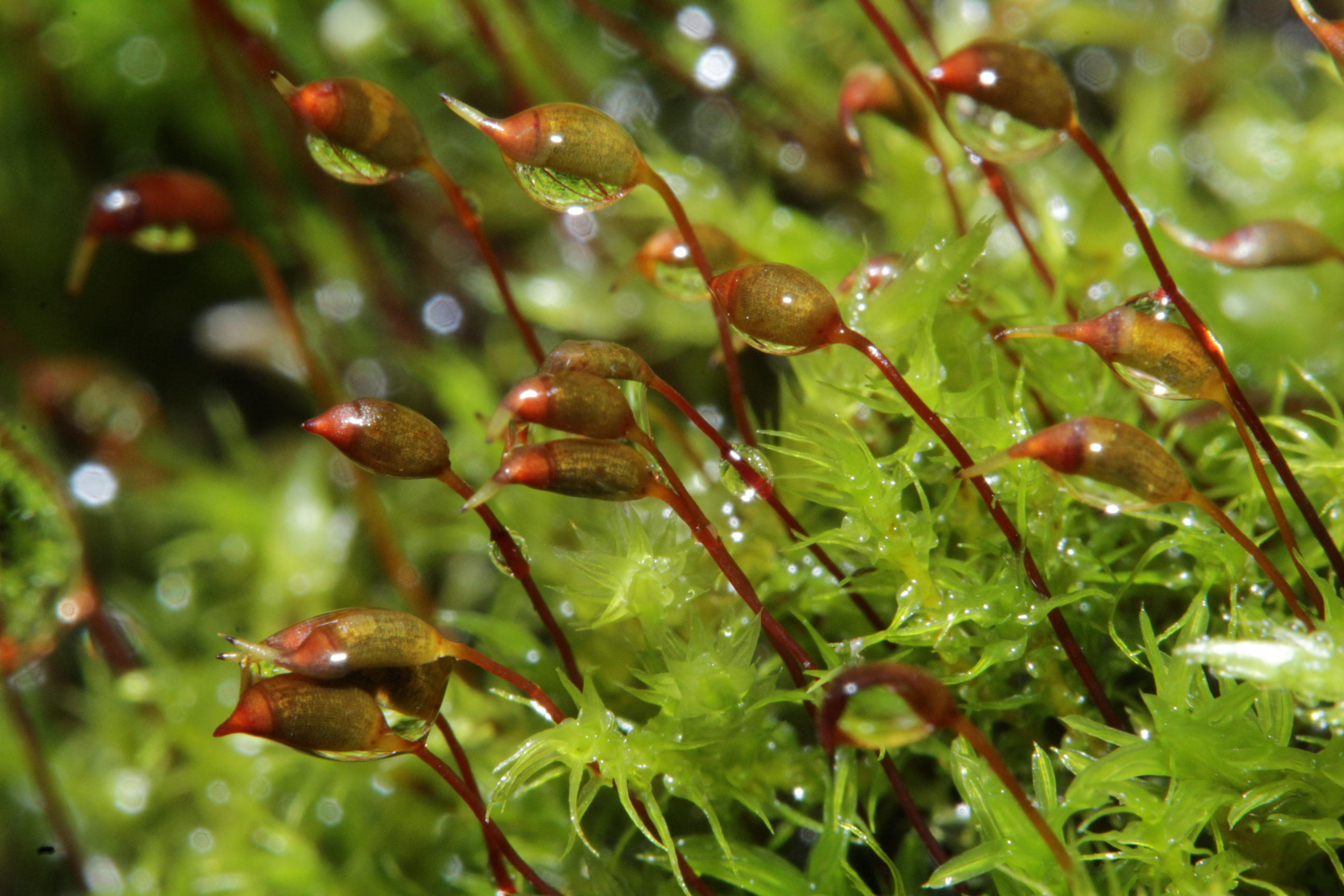
Dicranella schreberiana.

La condition sexuelle est autoïque, dioïque ou pseudo-monoïque. La capsule est exsudée, dressée, inclinée ou parfois incurvée, cylindrique ou ovoïde, lisse, striée, sillonnée ou irrégulièrement ridée. Les stomates sont présents ou absents, superficiels ; l'anneau est présent ou absent, souvent composé, caduc ou persistant ; l'opercule est conique ou obliquement rostré à partir d'une base conique ; le péristome est unique, généralement composé de seize dents lancéolées, profondément divisé en deux ou rarement trois parties, généralement strié verticalement ou strié-piqué proximalement, papillaire distalement. Le calice est lisse, nu, parfois frangé à la base, couvrant généralement la majeure partie de la capsule, fugace. Les spores sont généralement sphériques, lisses à papilleuses.

## Systématique
Le nom scientifique de ce taxon est Dicranaceae, choisi en 1856 par le botaniste alsacien Guillaume Philippe Schimper. Dicranum est le genre type de la famille, ainsi que de l'ordre des Dicranales et de la sous-classe des Dicranidae.
Une étude de 2002 restreint cette famille, pour qu'elle soit monophylétique, aux sous-familles des Dicranoideae et des Mesotoideae, et aux genres Dicranoloma, Wardia et Leucoloma. Les sous-familles traditionnelles des Campylopodioideae, Dicranelloideae, Paraleucobryoideae, Rhabdoweisioideae et Trematodontoideae sont polyphylétiques. Certains genres sont transférés dans la famille des Rhabdoweisiaceae, et les Dicnemonaceae et les Wardiaceae sont nichées parmi les membres traditionnels des Dicranaceae. Une étude précédente (1999) concluait que les sous-familles des Dicranoideae et Campylopodioideae étaient monophylétiques.

## Liste des genres
Selon GBIF (16 décembre 2021) :
- Anisothecium Mitt.
- Aongstroemia Bruch & Schimp.
- Aongstroemiopsis M.Fleisch.
- Arctoa Bruch & Schimp.
- Atractylocarpus Mitt.
- Austinella R.S.Williams, 1911
- Bartleya H.E.Robinson, 1966
- Bizotia R.B.Pierrot, 1974
- Blindiopsis Bartram & Dixon, 1937
- Braunfelsia Paris
- Breedlovea H.A.Crum, 1986
- Brothera Müll.Hal.
- Brotherobryum M.Fleisch.
- Bryohumbertia P.de la Varde & Thér.
- Bryoporteria Thériot, 1933
- Bryotestua Thér. & P.de la Varde
- Camptodontium Dusén
- Campylochaetium Bescherelle, 1872
- Campylopodiella Cardot
- Campylopodium (Müll.Hal.) Besch.
- Campylopus Brid., 1819
- Carpoecia G.Venturi, 1881
- Cecalyphum Palisot de Beauvois, 1804
- Chorisodontium (Mitt.) Broth.
- Cladophascum Dixon, 1926
- Cladophascum Sim
- Cladopodanthus Dozy & Molk.
- Cnestrum I.Hagen
- Cryptodicranum E.B.Bartram
- Cylicocarpus S.O.Lindberg, 1863
- Cynodontiella (Limpricht) Bryhn, 1892
- Cynodontium Bruch & Schimp.
- Cyrtohypnum
- Dichodontium Schimp.
- Dicnemoloma (Renauld) Renauld, 1901
- Dicranella (Müll.Hal.) Schimp.
- Dicranites R.Klebs, 1907
- Dicranodon J.B.J.Béheré, 1827
- Dicranodontium Bruch & Schimp.
- Dicranoloma (Renauld) Renauld
- Dicranoweisia Lindb. ex Milde
- Dicranum Hedw.
- Eucamptodontopsis Broth.
- Glaucodipsis K.F.Schimper, 1837
- Gyrophyllum Dozy & Molkenboer, 1846
- Holodontium (Mitt.) Broth.
- Holomitriopsis H.Rob.
- Holomitrium Brid.
- Holomitrium Müll.Hal.
- Hygodicranum Cardot
- Hygrodicranum J.Cardot, 1911
- Illecebraria Hampe, 1865
- Kiaeria I.Hagen
- Kingiobryum H.Rob.
- Leptotrichum Müller Hal., 1847
- Leucobryum Hampe
- Leucoloma Brid.
- Macrodictyum (Broth.) E.Hegew.
- Maireola Thériot & Trabut, 1927
- Megalostylium Dozy & Molkenboer, 1848
- Mesotus Mitt.
- Microcampylopus (Müll.Hal.) M.Fleisch.
- Microdus Schimp. ex Besch.
- Mitrobryum H.Rob.
- Muscoherzogia Ochyra
- Nanomitriopsis Cardot ex Brotherus, 1909
- Ochrobryum Mitt.
- Octoblepharum
- Oncophorus (Brid.) Brid.
- Oreas Brid.
- Oreoweisia (Bruch. & Schimp.) De Not.
- Orthodicranum (Bruch & Schimp.) Loeske
- Palaeocampylopus M.S.Ignatov & D.E.Shcherbakov, 2009
- Papillaria (Müller Hal.) P.G.Lorentz, 1864
- Paraleucobryum (Lindb. ex Lipmpr.) Loeske
- Parisia Broth.
- Pilopogon Brid.
- Pilopogonella Bartram, 1934
- Platyneuron (Cardot) Broth.
- Pleuridiella H.Robinson, 1963
- Pocsiella Bizot
- Poecilophyllum Mitten, 1869
- Polymerodon Herzog
- Pseudephemerum (Lindb.) I.Hagen
- Pseudochorisodontium (Broth.) C.Gao, Vitt, X.Fu & T.Cao
- Pseudohyophila Hilp.
- Pseudoweissia E.H.L.Krause, 1920
- Saproma S.E.Bridel, 1826
- Schistomitrium Dozy & Molk.
- Schliephackea Müll.Hal.
- Sclerodontium Schwägr.
- Scytalina I.Hagen
- Solmsia
- Sphaerothecium Hampe
- Spirula Dozy & Molkenboer, 1846
- Sprucea Wilson & J.D.Hooker, 1845
- Steyermarkiella H.Rob.
- Stirtonia R.Brown, 1900
- Symblepharis Mont.
- Teretidens R.S.Williams, 1903
- Terrestria W.L.Peterson, 1994
- Thiemea Müller Hal., 1881
- Thysanomitrion Schwägr.
- Thysanomitriopsis Müller Hal., 1897
- Trichodontium (H.N.Dixon) A.J.Fife, 1995
- Uleopsis Thériot, 1936
- Wardia White, 1904
- Werneriobryum Herzog